# Protexarnis inermis
Protexarnis inermis là một loài bướm đêm trong họ Noctuidae.